# Gaius Licinius Calvus
Gaius Licinius Calvus war ein römischer Politiker aus der plebejischen Familie der Licinier.
Calvus war Enkel des zweimaligen (400 und 396 v. Chr.) Konsulartribunen Publius Licinius Calvus  Esquilinus. Im Jahr 364 bekleidete er zusammen mit Gaius Sulpicius Peticus das Konsulat; damals veranstaltete man erstmals etruskische Bühnenspiele in Rom.